# Antonio Albella
Antonio Albella (Alcalá de Henares, 1968) es un cantante, DJ, showman y actor español.

## Biografía
Inició su carrera artística en televisión, y se dio a conocer en el programa Tan contentos (1991-1992), que presentó junto a Consuelo Berlanga.
Formó parte del grupo Locomía, en una de sus etapas (1993-1997), con gran éxito en América Latina y España. 
Con posterioridad se ha centrado en su faceta de actor donde ha realizado diversos papeles en cine, teatro y televisión, aparte de apariciones en programas que compagina con sus sesiones de DJ y showman.
Desde 2015 participa en el evento musical anual  El Barco Ochentero. 
También ha realizado anuncios como el de una conocida óptica y promocionales que se emitían en horario nocturno como uno de plantillas, entre otros.

## Actividad
- ' x  la ira de los titanes  -2023 (festival teatro clásico de Mérida)
- El Barco Ochentero  (2015-2020) (evento musical)
- La Telaraña de Agatha Christie  (2019) (obra de teatro)
- Dionisio  (2019) (obra de teatro)
- Contaminatio  (2016-2019) (obra de teatro)
- La habitación de Verónica  (2017) (obra de teatro)
- Centro Médico  (2016-2018) (serie de televisión)
- Diez negritos (obra de teatro) (2015)
- La espina de Dios (2015) (largometraje)
- Gallino The Chicken System (2013), largometraje
- La hora de José Mota (serie de televisión).
  - A Dios gracias (2009)
  - Verdades y mentiras (2009)
  - Comunicación e incomunicación (2009)
- Scream Queen (2009), corto.
- Maitena: Estados alterados (2008), serie de televisión. 
  - Episodio #1.3 (2008)
- Amar en tiempos revueltos (2006), serie de televisión. 
  - Episodio #1.174 (2006).
  - Episodio #1.170 (2006).
- Al filo de la ley (2005), serie de televisión.  
  - Fantasmas del pasado (2005)
- Cena de Nochebuena (2000), corto.
- La casa de los líos (1998-1999), serie de televisión. 
  - El combate del siglo (1999).
  - Soledad, maldita soledad (1999).
  - ¡Adiós, Casino, adiós! (1998).
- Éste es mi barrio (1996), serie de televisión. 
  - Las hembras de Cándido (1996).
  - Honrarás a tu padre (1996).
- Lleno, por favor (1993), serie de televisión.
  - ¡Polvo eres, Hernández! (1993).
- Locomía (grupo musical) (1993-1997)
- Tan contentos  (1991-1992)(programa de televisión)